# Josef Samael
Joseph Cabibbo (nacido el 21 de mayo de 1974), más conocido como The Shiek II o The Almighty Sheik. es un luchador profesional estadounidense. Actualmente está luchando bajo el nombre de Josef y Josef Samael en el circuito independiente y en Major League Wrestling (MLW) como miembro de The Contra Unit con Jacob Fatu, Simon Gotch e Ikuro Kwon. Es campeón mundial de peso pesado de la NWA y campeón mundial de peso pesado (Zero1) .

## Carrera profesional de lucha libre

### Full Impact Pro Wrestling (2006–2008)
Cabibbo debutó en Full Impact Pro (FIP) como Joey Machete en febrero de 2006, haciendo equipo con Shawn Murphy y perdiendo ante Seth Delay y Chasyn Rance. Ganaron su primer partido contra Tony Mamaluke y Chad Parham al día siguiente. En abril, ganaron un combate de tres equipos de etiqueta, con el Heartbreak Express y el YRR. Comenzaron una racha de victorias y vencieron al Heartbreak Express para convertirse en campeones del equipo de etiqueta. Perdieron sus títulos contra el Heartbreak Express. Dejaron la promoción en agosto de 2008, después de perder un partido duro contra The Dark City Fight Club.

### Pro Wrestling Fusion (2008–2010)
Cabibbo, que trabaja con el nombre de anillo The Sheik, ha hecho de la promoción Florida Pro Wrestling Fusion su hogar. Originalmente conocido como el nuevo jeque Ali Azzad, Cabibbo acortó el nombre después de recibir la bendición de Sabu, el sobrino del jeque original. Ganó el título de peso pesado de NWA Florida al derrotar a Freedom Ryder en el show inaugural el 3 de mayo de 2008 en Ft. Pierce Florida. También desarrolló una enemistad con Steve Madison, quien derrotó al Jeque por el título de peso pesado de NWA Florida el 2 de febrero de 2009 dentro de una jaula de acero. El jeque recuperó el título de peso pesado de NWA Florida de Madison el 1 de agosto de 2009.

### National Wrestling Alliance (2009–2011)
El jeque debutó en el NWA Midwest de la National Wrestling Alliance en septiembre de 2009, atacando al campeón de peso pesado del NWA Midwest, Silas Young, en un espectáculo de RWF (Rebellious Wrestling Federation) en Ashton, IL. Luego derrotó a Silas para ganar el campeonato. Estaba programado para un partido por el Título Mundial contra Blue Demon, Jr., que se celebraría en el Cicero Stadium en Chicago, Illinois, pero Blue Demon se retiró del combate. Silas Young, por otro lado, se inscribió para luchar contra el jeque y lo derrotó en Green Bay, Wisconsin, el 4 de diciembre de 2009, en ACW Homecoming. El jeque derrotó a Young para convertirse en dos veces campeón de peso pesado del medio oeste de NWA el 5 de diciembre de 2009.
El 30 de enero de 2010, el jeque derrotó a "El Gran" Apolo para convertirse en el nuevo campeón de peso pesado norteamericano de NWA. El 23 de abril de 2011, derrotó a Colt Cabana en Jacksonville, Florida, para convertirse en el cuarto Campeón Mundial de Peso Pesado de NWA oficialmente reconocido. Fue despojado del título el 11 de julio de 2011. Oficialmente, NWA anunció que el jeque se había negado a defender el título el 31 de julio de 2011 en Ohio, sin embargo, el campamento del jeque dice que nunca fue programado para el título defensa.

### Pro Wrestling Zero1 (2011–2012)
El 23 de mayo de 2011, The Sheik hizo su debut en Japón para Pro Wrestling Zero1. Volvió a la promoción, el 3 de julio de derrotar a Ryouji Sai en un partido, donde tanto el Campeonato Mundial de Peso Pesado de NWA y de Sai Campeonato Mundial de Peso Pesado estaban en la línea, para convertirse en el nuevo Campeón Mundial de Peso Pesado. Perdería el título ante Kohei Sato el 6 de noviembre de 2011.

### Circuito independiente (2013-presente)
Esta sección necesita expansión. Sheik solo luchó alrededor de una docena de partidos entre 2013 y finales de 2015. A partir de enero de 2016 comenzó a luchar con frecuencia para una promoción PCW Ultra del sur de California recién fundada. Sus primeros partidos para la promoción involucraron una disputa entre él y Montel Vontavious Porter. El 20 de enero de 2017, su equipo recién formado Warbeast, con Jacob Fatu, ganó el PCW Tag Team Championship. La facción crecería para incluir a Brody King y los defenderían bajo las reglas de las aves libres. Desde entonces, King dejó la promoción, firmando con Ring of Honor en 2019, pero Fatu y Sheik aún tienen los títulos de etiqueta hasta el día de hoy.

### Major League Wrestling (2019–presente)
Sheik debutó para Major League Wrestling (MLW) bajo el nombre de Josef Samael, en febrero de 2019 en SuperFight, junto a su frecuente compañero de equipo Jacob Fatu. Sin embargo, este partido no se emitirá en MLW Fusion. El dúo de Fatu y Josef haría su aparición debut en Fusion el 2 de marzo de 2019, formando la unidad de contrafuerte estable del talón con Simon Gotch. Debutó atacando al campeón mundial de peso pesado MLW Tom Lawlor después de su combate en la jaula contra Low Ki. La semana siguiente, la Contra Unit atacó a Ace Romero durante su combate con Gotch. 

## Campeonatos y logros
- All Pro Wrestling
  - APW Tag Team Championships (1 vez, actual) - con Jacob Fatu

- American Wrestling Federation
  - AWF Tag Team Championship (1 vez) - con Shawn Murphy

- Coastal Championship Wrestling
  - CCW South Eastern Championship (1 vez)
  - CCW Tag Team Championship (2 veces) - con Shawn Murphy

- Florida Alliance Wrestling
  - FWA Tag Team Championship (3 veces) - con Shawn Murphy

- Four Star Championship Wrestling
  - FSCW Tag Team Championship (1 time) - con Shawn Murphy

- Full Impact Pro
  - FIP Tag Team Championship (1 vez) - con Shawn Murphy

- Future of Wrestling
  - FOW Tag Team Championship (3 veces) - con Shawn Murphy
  - FOW Heavyweight Championship (1 vez)

- Intense Florida Wrestling
  - IFW Tag Team Championship (2 veces) - con Shawn Murphy

- Maximum Xtreme Pro Wrestling
  - MXPW Television Championship (1 vez)
  - MXPW Tag Team Championship (1 vez) - con Shawn Murphy

- NWA Florida
  - NWA Florida Heavyweight Championship (2 veces)
  - NWA Florida Tag Team Championship (1 vez) - con Christopher Gray

- NWA Midwest
  - NWA Midwest Heavyweight Championship (2 veces)

- PCW Ultra 
  - PCW Ultra Tag Team Championship (1 vez, actual) - con Jacob Fatu[1]
- Pro Wrestling Fusion
  - NWA North American Heavyweight Championship (1 vez)
  - NWA World Heavyweight Championship (1 vez)

- Pro Wrestling Illustrated
  - PWI lo ubicó en el puesto número 103 de los 500 mejores luchadores individuales de PWI 500 en 2011[2]

- Pro Wrestling Zero1
  - World Heavyweight Championship (1 vez)

- United States Xtreme Wrestling
  - USXW Tag Team Championship (1 vez) - con Shawn Murphy